# Acrepidopterum pilosum
Acrepidopterum pilosum är en skalbaggsart som beskrevs av Fisher 1932. Acrepidopterum pilosum ingår i släktet Acrepidopterum och familjen långhorningar. Inga underarter finns listade i Catalogue of Life.